# 354 a.C.
Il 354 a.C. (CCCLIV a.C. in numeri romani) è un anno  del IV secolo a.C.

## Eventi
- Chio dichiara la propria indipendenza da Atene.
- Viene costruito il Mausoleo di Alicarnasso, tomba del re Mausolo, una delle Sette Meraviglie del Mondo.
- Callippo prende il potere a Siracusa dopo aver assassinato Dione.
- Senofonte scrive la sua ultima opera: Poroi
- Roma
  - Consoli Marco Fabio Ambusto III e Tito Quinzio Peno Capitolino Crispino, entrambi patrizi
  - Roma sconfigge Tarquinia
  - Patto difensivo in funzione anti-gallica tra Romani e Sanniti

## Nati
- Geronimo di Cardia, storico e militare greco antico († 250 a.C.)

## Morti
- Dione di Siracusa, filosofo e politico siceliota (n. 408 a.C.)
- Filomelo, militare greco antico
- Ipparino Areteo, siceliota (n. 373 a.C.)
- Timoteo, ammiraglio ateniese